# Walter Riesgo
Walter «Tito» Riesgo Larraz (3 de junio de 1952 - Montevideo, 27 de julio de 2014) fue un político uruguayo, integrante del partido Colorado. Ocupó los cargos de diputado, senador e intendente del departamento de Rivera.

## Trayectoria
En las elecciones generales de 1989 fue elegido diputado por el departamento de Rivera, cargo que ejerció hasta 1994.
Ganó la intendencia de Rivera en las elecciones generales de 1994. Asumió el cargo el 15 de febrero de 1995 y renunció el 1 de octubre del mismo año por motivos «familiares, particulares y de salud», según sus palabras, dejando a la intendencia sumida en una profunda crisis económica y política mientras se fue a Montevideo a ocupar una banca en el senado.
Fue elegido senador en las elecciones presidenciales de 1999. En las elecciones municipales de mayo de 2005 fue elegido edil departamental en Rivera.
Era miembro Comité Ejecutivo Nacional del partido Colorado. Desde 1987 y hasta 2004, año en que se retiró de casi toda su actividad política, fue secretario general de la agrupación «Todo por Rivera» (lista 123) que integra el sector colorado Vamos Uruguay.